# Bremen Eins
Bremen Eins ist ein Hörfunkprogramm von Radio Bremen. Die Welle entstand am 30. April 2001, als aus Kostengründen die Hansawelle und Radio Bremen Melodie fusionierten. Programmchef von Bremen Eins ist Martin Haferkorn.
Das Programm ist für eine Zielgruppe von Hörern ab 45 Jahren konzipiert, womit es nach „oben“ an Bremen Vier anschließt. Im Wortbereich wird das Hauptaugenmerk auf intensive Berichterstattung aus der Region Bremen/Bremerhaven und Umland, schwerpunktmäßig die Metropolregion Nordwest, gelegt. Im Land Bremen liegt der Marktanteil seit einigen Jahren bei 25–30 %. In der Durchschnittsstunde (6–18 Uhr) wird das Programm von 148.000 Menschen gehört.
Die Musikauswahl besteht aus Oldies, Evergreens sowie internationalen Softpop-Titeln der letzten Jahrzehnte. Zu Sendebeginn war der Anteil vor allem an deutschsprachigen Titeln noch wesentlich höher, da Bremen Eins die ehemaligen Hörer von Radio Bremen Melodie auffangen musste, deren Programm im neuen Bremen Eins aufgegangen war. 

## Sportberichterstattung
Bremen Eins überträgt während der Bundesligasaison ausschnittsweise sämtliche Spiele von Werder Bremen live und schaltet sich später in die ARD-Bundesligakonferenz ein. Internationale Spiele in der Champions League oder dem UEFA-Pokal wurden teilweise komplett live übertragen. Des Weiteren gibt es eine ausschnittweise Live-Berichterstattung wichtiger lokaler Veranstaltungen (Bremer Sechstagerennen, Spielen der Basketballmannschaft Eisbären Bremerhaven) und internationaler Veranstaltungen. Die Sportmoderatoren und -kommentatoren sind Heiko Neugebauer, Mathias Arians, Felix Gerhardt, Ariane Wirth und Olaf Rathje.

## Hafenkonzert
Zuletzt viermal im Jahr wurde bis zum 27. Oktober 2013 auf Bremen Eins das Bremer Hafenkonzert aus dem Land Bremen oder dem Umland live übertragen. Dabei dokumentierten die Klönschnackrunden und die Live-Musik die Verbundenheit Radio Bremens mit Häfen und Schifffahrt. Die musikalische Gestaltung übernahm die Big Band Bremer Stadtmusikanten unter der Leitung von Harry Schmadtke, Robert Walla und seine Rhythmusgruppe sowie ein wechselnder Shanty-Chor und ein zusätzlicher Sänger oder eine zusätzliche Sängerin oder Gruppe. Bis zu ihrer Einstellung wurde die Sendung von Günther Meyer moderiert.

## Grüße und Musik
Die Sendung Grüße und Musik wird immer montags bis sonnabends von 18.05 Uhr bis 20.00 Uhr auf Bremen Eins ausgestrahlt. Hier werden Hörerwünsche gespielt – die mit einem persönlichen Gruß versehen – bestellt werden können. Häufig wird die Sendung von Sabine Szimanski oder Ansgar Langhorst moderiert.

## Oldiebörse
Die Oldiebörse war Bremens älteste Radiodienstleistung, die an jedem ersten Montag im Monat gesendet wurde. Hier konnten Hörer lange verschollene Musiktitel suchen und auf den Oldieexperten und Plattensammler Thomas Schönherr hoffen. Moderator Dirk Böhling führte durch die Sendung.
Die Oldiebörse wurde im Dezember 2020 letztmals gesendet.

## Moderatoren

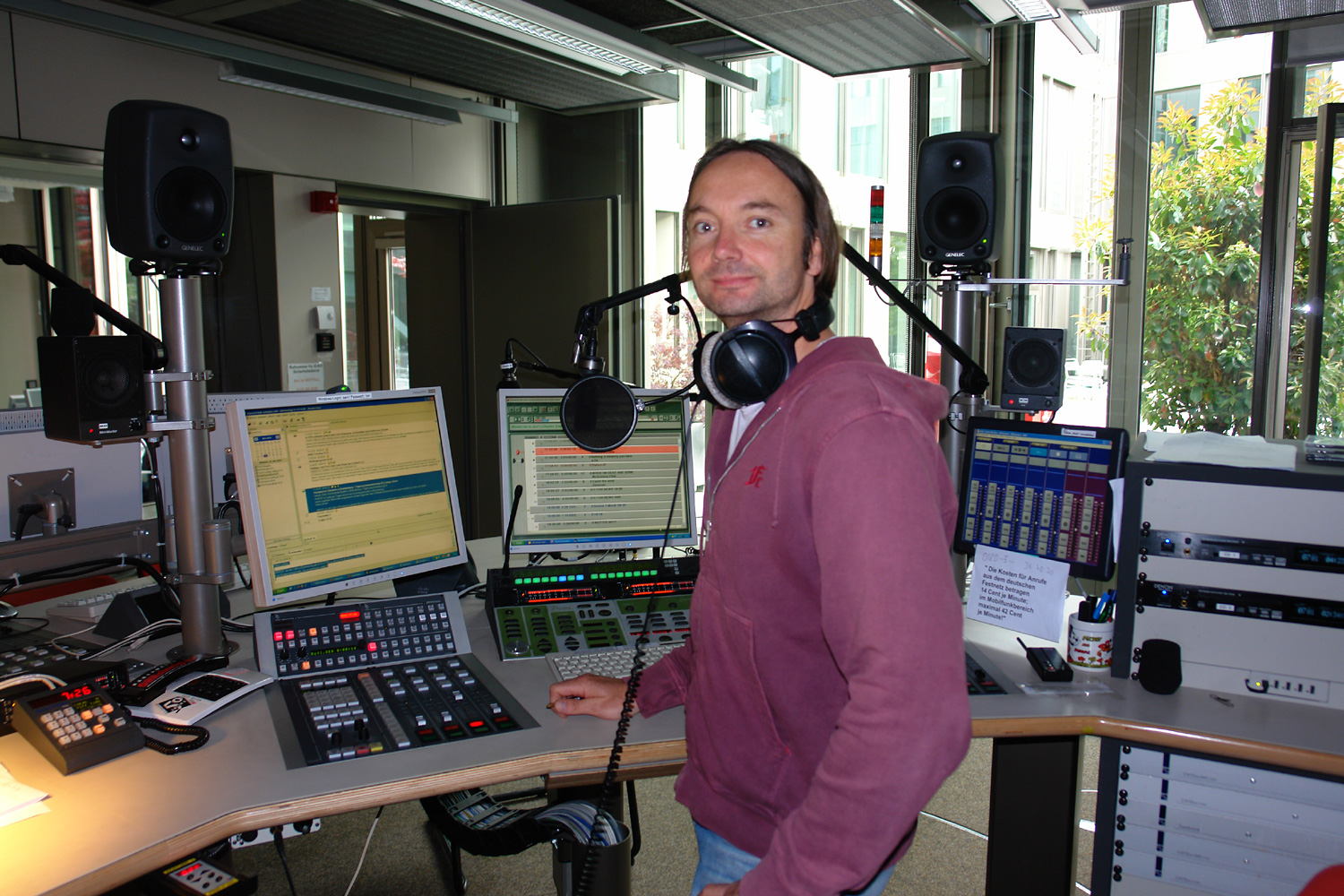
„Bremen Eins“-Moderator Ansgar Langhorst im Studio

- Jörn Albrecht
- Mathias Arians
- Dirk Böhling
- Michelle Brückner
- Felix Gerhardt
- Katharina Guleikoff
- Susan Hammann
- Lutz Hanker
- Janine Horsch
- Roland Kloos
- Philipp Kolanghis
- Jens-Uwe Krause
- Norbert Kuntze
- Anja Kwijas
- Ansgar Langhorst
- Severino Melchiorre
- Heiko Neugebauer
- Andreas Neumann
- Olaf Rathje
- Marcus Rudolph
- Bernd Schleßelmann
- Andreas Schnur
- Rudy Schönborn
- Sabine Szimanski
- Britta Uphoff
- Ariane Wirth

## Empfang
Bremen Eins wird über zwei UKW-Sender in Bremen (93,8 MHz 100 kW) und Bremerhaven (89,3 MHz 25 kW) sowie über DVB-S ausgestrahlt; von Mai 2002 bis März 2010 wurde das Programm auch über die Mittelwelle 936 kHz (Bremen-Oberneuland) verbreitet. Die Welle sendet montags bis samstags in der Zeit von 05:00 Uhr bis Mitternacht, an Sonntagen ab 06:00 Uhr bis Mitternacht. In der übrigen Zeit überträgt Bremen Eins das live moderierte Nachtprogramm von SWR1 aus Baden-Baden, das dabei auch die aktuelle Verkehrslage in der Region Bremen enthält.
Im Zuge der Einführung von DAB+, im Rahmen des Digitalradio-Neustarts, wollte Radio Bremen ursprünglich bereits ab Frühjahr 2012 Bremen Eins via DAB+ verbreiten. Am 20. Dezember 2012 wurde Bremen Eins im Land Bremen via DAB+ (Kanal 7B) aufgeschaltet. Dieser Testbetrieb ist am 1. Februar 2013 in den Regelbetrieb übergegangen. Damit beteiligt sich Radio Bremen zum ersten Mal in seiner Geschichte an der digitalen terrestrischen Verbreitung von Radiosendern. Am 3. Februar 2017 erfolgte dann in Bremerhaven die Inbetriebnahme von DAB+.